# كراع المرو
كراع المرو، هو عبارة عن مرتفع مستطيل، يمتد من الشرق إلى الغرب في وسط أراضي دولة الكويت، و تحديدًا شمال  الجهراء بين الزقلة واللياح وتبعد مسافة 9 أميال من الجهراء وتمتد مسافة 15 ميل ويتراوح ارتفاعها مابين 250 قدم و300 قدم وبها مراعي للإبل ولايوجد بها آبار ماء، لكنها غنية بحجارة المرو. المرو هي كلمة عربية تعني الحصى، الصلبوخ، الذي يُكنس من بعض المواقع في البر و يتخذ للبناء المسلح أو يضاف إلى القار للتبليط.